# Never Ending Tour 1992
Never Ending Tour 1992 es el quinto año de la gira Never Ending Tour, una gira musical del músico estadounidense Bob Dylan realizada de forma casi ininterrumpida desde el 7 de junio de 1988.

## Trasfondo
La gira de 1992 comenzó con una etapa por Oceanía, en la que Dylan ofreció diecinueve conciertos en Australia y uno en Nueva Zelanda. Dylan tocó un total de siete conciertos en el Sídney State Theatre y seis en el Melbourne Palais Theatre. La etapa finalizó el 18 de abril en Auckland, Nueva Zelanda.
Poco después de completar su etapa por Oceanía, Dylan viajó a Hawái, donde ofreció dos conciertos antes de realizar una veintena de conciertos por los Estados Unidos. Dicha etapa incluyó una residencia con siete conciertos en el Pantages Theatre de Los Ángeles (California). Dylan también tocó dos conciertos en el Warfield Theatre de San Francisco (California), así como otros dos en el Berkley Community Theatre y dos en el Paramount Theatre de Seattle (Washington). La etapa finalizó el 23 de mayo con un concierto en Las Vegas (Nevada).
El 26 de junio, Dylan comenzó una etapa de la gira por Europa, ofreciendo conciertos en ciudades poco conocidas, que finalizó el 23 de julio en Juan-les-Pins, Francia. Justo un mes después, Dylan comenzó una nueva etapa norteamericana de la gira en Toronto. Durante la etapa, realizó una residencia de cinco conciertos en el Orpheum Theatre de Minneapolis (Minnesota). La etapa culminó con un concierto en el Lafayette Performing Arts Center de Florida.
La etapa Outburst of Consciousness Tour supuso la última parte de la gira Never Ending Tour en 1992. Dicha etapa comenzó en Pittsburgh el 9 de octubre y fue retomada el 23 del mismo mes, varios días después del concierto homenaje a Dylan con motivo del 30 aniversario de su carrera musical, organizado en Nueva York. La gira terminó el 15 de noviembre con un concierto en West Palm Beach, Florida.

## Fechas
| #                                        | Fecha                    | Ciudad                   | País           | Escenario                             | Entradas vendidas/disponibles | Taquilla |
| ---------------------------------------- | ------------------------ | ------------------------ | -------------- | ------------------------------------- | ----------------------------- | -------- |
| Oceanía                                  |                          |                          |                |                                       |                               |          |
| 1                                        | 18 de marzo de 1992      | Perth                    | Australia      | Perth Entertainment Centre            | —                             | —        |
| 2                                        | 21 de marzo de 1992      | Adelaide                 | Australia      | Adelaide Entertainment Centre         | —                             | —        |
| 3                                        | 23 de marzo de 1992      | Sídney                   | Australia      | State Theatre                         | —                             | —        |
| 4                                        | 24 de marzo de 1992      | Sídney                   | Australia      | State Theatre                         | —                             | —        |
| 5                                        | 25 de marzo de 1992      | Sídney                   | Australia      | State Theatre                         | —                             | —        |
| 6                                        | 28 de marzo de 1992      | Brisbane                 | Australia      | Brisbane Entertainment Centre         | —                             | —        |
| 7                                        | 29 de marzo de 1992      | Canberra                 | Australia      | Royal Theatre                         | —                             | —        |
| 8                                        | 1 de abril de 1992       | Melbourne                | Australia      | Palais Theatre                        | —                             | —        |
| 9                                        | 2 de abril de 1992       | Melbourne                | Australia      | Palais Theatre                        | —                             | —        |
| 10                                       | 3 de abril de 1992       | Melbourne                | Australia      | Palais Theatre                        | —                             | —        |
| 11                                       | 5 de abril de 1992       | Melbourne                | Australia      | Palais Theatre                        | —                             | —        |
| 12                                       | 6 de abril de 1992       | Melbourne                | Australia      | Palais Theatre                        | —                             | —        |
| 13                                       | 7 de abril de 1992       | Melbourne                | Australia      | Palais Theatre                        | —                             | —        |
| 14                                       | 10 de abril de 1992      | Launceston               | Australia      | Silverdome                            | —                             | —        |
| 15                                       | 11 de abril de 1992      | 11 de abril de 1992      | Australia      | Derwent Entertainment Centre          | —                             | —        |
| 16                                       | 13 de abril de 1992      | Sídney                   | Australia      | State Theatre                         | —                             | —        |
| 17                                       | 14 de abril de 1992      | Sídney                   | Australia      | State Theatre                         | —                             | —        |
| 18                                       | 15 de abril de 1992      | Sídney                   | Australia      | State Theatre                         | —                             | —        |
| 19                                       | 16 de abril de 1992      | Sídney                   | Australia      | State Theatre                         | —                             | —        |
| 20                                       | 18 de abril de 1992      | Auckland                 | Nueva Zelanda  | Mount Smart Supertop                  | —                             | —        |
| The One Sad Cry of Pity Tour II          |                          |                          |                |                                       |                               |          |
| 21                                       | 22 de abril de 1992      | Maui                     | Estados Unidos | Maui Tennis Stadium                   | —                             | —        |
| 22                                       | 24 de abril de 1992      | Honolulu                 | Estados Unidos | Waikiki Shell                         | —                             | —        |
| 23                                       | 27 de abril de 1992      | Seattle                  | Estados Unidos | Paramount Theatre                     | —                             | —        |
| 24                                       | 28 de abril de 1992      | Seattle                  | Estados Unidos | Paramount Theatre                     | —                             | —        |
| 25                                       | 30 de abril de 1992      | Eugene                   | Estados Unidos | Hult Center for the Performing Arts   | —                             | —        |
| 26                                       | 1 de mayo de 1992        | Red Bluff                | Estados Unidos | The Pavilion                          | —                             | —        |
| 27                                       | 2 de mayo de 1992        | Santa Rosa               | Estados Unidos | J.T. Grace Pavilion                   | —                             | —        |
| 28                                       | 4 de mayo de 1992        | San Francisco            | Estados Unidos | The Warfield                          | —                             | —        |
| 29                                       | 5 de mayo de 1992        | San Francisco            | Estados Unidos | The Warfield                          | —                             | —        |
| 30                                       | 7 de mayo de 1992        | Berkeley                 | Estados Unidos | Berkeley Community Theatre            | —                             | —        |
| 31                                       | 8 de mayo de 1992        | Berkeley                 | Estados Unidos | Berkeley Community Theatre            | —                             | —        |
| 32                                       | 9 de mayo de 1992        | San Jose                 | Estados Unidos | Event Center Arena                    | —                             | —        |
| 33                                       | 11 de mayo de 1992       | Santa Barbara            | Estados Unidos | Arlington Theater                     | —                             | —        |
| 34                                       | 13 de mayo de 1992       | Los Ángeles (California) | Estados Unidos | Pantages Theatre                      | 16,555 / 18,749 (88%)         | $519,975 |
| 35                                       | 14 de mayo de 1992       | Los Ángeles (California) | Estados Unidos | Pantages Theatre                      | 16,555 / 18,749 (88%)         | $519,975 |
| 36                                       | 16 de mayo de 1992       | Los Ángeles (California) | Estados Unidos | Pantages Theatre                      | 16,555 / 18,749 (88%)         | $519,975 |
| 37                                       | 17 de mayo de 1992       | Los Ángeles (California) | Estados Unidos | Pantages Theatre                      | 16,555 / 18,749 (88%)         | $519,975 |
| 38                                       | 19 de mayo de 1992       | Los Ángeles (California) | Estados Unidos | Pantages Theatre                      | 16,555 / 18,749 (88%)         | $519,975 |
| 39                                       | 20 de mayo de 1992       | Los Ángeles (California) | Estados Unidos | Pantages Theatre                      | 16,555 / 18,749 (88%)         | $519,975 |
| 40                                       | 21 de mayo de 1992       | Los Ángeles (California) | Estados Unidos | Pantages Theatre                      | 16,555 / 18,749 (88%)         | $519,975 |
| 41                                       | 23 de mayo de 1992       | Las Vegas                | Estados Unidos | Goldwin Events Center                 | —                             | —        |
| Why Do You Look at Me So Strangely? Tour |                          |                          |                |                                       |                               |          |
| 42                                       | 26 de junio de 1992      | Luleå                    | Suecia         | Sjöslaget                             | —                             | —        |
| 43                                       | 28 de junio de 1992      | Gothenburg               | Suecia         | Tradgardsforeningen                   | —                             | —        |
| 44                                       | 30 de junio de 1992      | Dunquerque               | Francia        | Côte d'Opale                          | —                             | —        |
| 45                                       | 1 de julio de 1992       | Reims                    | Francia        | Parc d'Exposition                     | —                             | —        |
| 46                                       | 2 de julio de 1992       | Belfort                  | Francia        | Base Nautiques de Maulsaucy           | —                             | —        |
| 47                                       | 4 de julio de 1992       | Génova                   | Italia         | Porta Siberia                         | —                             | —        |
| 48                                       | 5 de julio de 1992       | Correggio                | Italia         | Festa Communale Unita                 | —                             | —        |
| 49                                       | 7 de julio de 1992       | Merano                   | Italia         | Hippodromo di Maia                    | —                             | —        |
| 50                                       | 8 de julio de 1992       | Aosta                    | Italia         | Arena Croix Noir                      | —                             | —        |
| 51                                       | 10 de julio de 1992      | Leysin                   | Suiza          | Centre des Sports                     | —                             | —        |
| 52                                       | 12 de julio de 1992      | Juan-les-Pins            | Francia        | Pinede de Juan-les-Pins               | —                             | —        |
| Southern Sympathiser Tour                |                          |                          |                |                                       |                               |          |
| 53                                       | 17 de agosto de 1992     | Toronto                  | Canadá         | Massey Hall                           | —                             | —        |
| 54                                       | 18 de agosto de 1992     | Toronto                  | Canadá         | Massey Hall                           | —                             | —        |
| 55                                       | 20 de agosto de 1992     | Conneaut Lake            | Estados Unidos | Conneaut Lake Park                    | —                             | —        |
| 56                                       | 21 de agosto de 1992     | Hamilton                 | Canadá         | Hamilton Centre                       | —                             | —        |
| 57                                       | 22 de agosto de 1992     | Ottawa                   | Canadá         | Landsdowne Stadium                    | —                             | —        |
| 58                                       | 23 de agosto de 1992     | Sudbury                  | Canadá         | Sudbury Community Arena               | —                             | —        |
| 59                                       | 25 de agosto de 1992     | Sault Ste. Marie         | Canadá         | Sault Memorial Gardens                | —                             | —        |
| 60                                       | 27 de agosto de 1992     | Thunder Bay              | Canadá         | Fort William Gardens                  | —                             | —        |
| 61                                       | 29 de agosto de 1992     | Minneapolis              | Estados Unidos | Orpheum Theatre                       | —                             | —        |
| 62                                       | 30 de agosto de 1992     | Minneapolis              | Estados Unidos | Orpheum Theatre                       | —                             | —        |
| 63                                       | 31 de agosto de 1992     | Minneapolis              | Estados Unidos | Orpheum Theatre                       | —                             | —        |
| 64                                       | 2 de septiembre de 1992  | Minneapolis              | Estados Unidos | Orpheum Theatre                       | —                             | —        |
| 65                                       | 3 de septiembre de 1992  | Minneapolis              | Estados Unidos | Orpheum Theatre                       | —                             | —        |
| 66                                       | 5 de septiembre de 1992  | Omaha                    | Estados Unidos | Orpheum Theater                       | —                             | —        |
| 67                                       | 6 de septiembre de 1992  | Kansas City              | Estados Unidos | Liberty Memorial Park                 | —                             | —        |
| 68                                       | 8 de septiembre de 1992  | Little Rock              | Estados Unidos | Robinson Center                       | —                             | —        |
| 69                                       | 9 de septiembre de 1992  | Jackson                  | Estados Unidos | Jackson Municipal Auditorium          | —                             | —        |
| 70                                       | 11 de septiembre de 1992 | Birmingham               | Estados Unidos | Red Mountain Amphitheater             | —                             | —        |
| 71                                       | 12 de septiembre de 1992 | Pensacola                | Estados Unidos | Bayfront Auditorium                   | —                             | —        |
| 72                                       | 13 de septiembre de 1992 | Lafayette                | Estados Unidos | Lafayette Performing Arts Center      | —                             | —        |
| Outburst of Consciousness Tour           |                          |                          |                |                                       |                               |          |
| 73                                       | 9 de octubre de 1992     | Pittsburgh               | Estados Unidos | A.J. Palumbo Theater                  | —                             | —        |
| 74                                       | 10 de octubre de 1992    | Lock Haven               | Estados Unidos | Thomas Fieldhouse                     | —                             | —        |
| 75                                       | 11 de octubre de 1992    | Rochester                | Estados Unidos | Eastman Theatre                       | —                             | —        |
| 76                                       | 12 de octubre de 1992    | Binghamton               | Estados Unidos | Broome County Veterans Memorial Arena | —                             | —        |
| 77                                       | 23 de octubre de 1992    | Newark                   | Estados Unidos | Bob Carpenter Center                  | —                             | —        |
| 78                                       | 24 de octubre de 1992    | Storrs                   | Estados Unidos | Gampel Pavilion                       | —                             | —        |
| 79                                       | 25 de octubre de 1992    | Providence               | Estados Unidos | Providence Performing Arts Center     | —                             | —        |
| 80                                       | 27 de octubre de 1992    | Burlington               | Estados Unidos | Burlington Memorial Auditorium        | —                             | —        |
| 81                                       | 28 de octubre de 1992    | Springfield              | Estados Unidos | Paramount Performing Arts Center      | —                             | —        |
| 82                                       | 30 de octubre de 1992    | Beverly                  | Estados Unidos | Endicott College                      | —                             | —        |
| 83                                       | 1 de noviembre de 1992   | Wilkes-Barre             | Estados Unidos | F.M. Kirby Center                     | —                             | —        |
| 84                                       | 2 de noviembre de 1992   | Youngstown               | Estados Unidos | Stambaugh Auditorium                  | —                             | —        |
| 85                                       | 3 de noviembre de 1992   | Cincinnati               | Estados Unidos | Music Hall                            | —                             | —        |
| 86                                       | 6 de noviembre de 1992   | Gainesville              | Estados Unidos | O'Connell Center                      | —                             | —        |
| 87                                       | 8 de noviembre de 1992   | Coral Gables             | Estados Unidos | University Center                     | —                             | —        |
| 88                                       | 9 de noviembre de 1992   | Sarasota                 | Estados Unidos | Van Wezel Performing Arts Center      | —                             | —        |
| 89                                       | 11 de noviembre de 1992  | Clearwater               | Estados Unidos | Ruth Eckerd Hall                      | —                             | —        |
| 90                                       | 12 de noviembre de 1992  | Orlando                  | Estados Unidos | UCF Arena                             | —                             | —        |
| 91                                       | 13 de noviembre de 1992  | Sunrise                  | Estados Unidos | Music Center                          | —                             | —        |
| 92                                       | 15 de noviembre de 1992  | West Palm Beach          | Estados Unidos | South Florida Fairgrounds             | —                             | —        |